# Клара Бартон
Клара Гарлоу Бартон (англ. Barton, Clara Harlow; 25 грудня 1821, Оксфорд, штат Массачусетс, США — 12 квітня 1912, Глен-Еко, Меріленд, США) — засновниця Американського Червоного Хреста.

## Життєпис
21 травня 1881 року у Вашингтоні Клара Бартон заснувала Американську асоціацію Червоного Хреста (1893 перейменована в Американський Червоний Хрест) і була президентом організації до 1904 року (її змінила на цьому посту волонтерка Американського Червоного Хреста Мейбл Т. Бордман).
Унікальним внеском Клари Бартон у світовий рух Червоного хреста є залучення волонтерів для допомоги жертвам стихійних лих, допомоги жертвам лісових пожеж у штаті Мічиган у 1881 році, повеней в 1882, 1884, 1889 роках.
Клара Бартон увійшла в історію як ангел на полі битви. Також Бартон — ініціаторка так званої «американської поправки» до статуту Червоного хреста, згідно з якою ця організація надає допомогу не тільки під час війни, але й у разі голоду, епідемій і стихійних лих. Бартон не обмежувала свою діяльність Сполученими Штатами. Зокрема, під керівництвом К. Бартон волонтери Американського Червоного Хреста допомагали жертвам голоду в Росії в 1892 році.
На честь Клари Бартон названий кратер на Венері.

## Нагороди
- Залізний хрест 2-го класу для некомбатантів (Королівство Пруссія; 1871) — нагороджені королем Вільгельмом за пропозицією великої герцогині Луїзи Баденської.